# Атеевка
Атеевка — деревня в Клинском районе Московской области, в составе Воронинского сельского поселения. Население — 6 чел. (2010). До 2006 года Атеевка входила в состав Слободского сельского округа
Деревня расположена в север-восточной части района, примерно в 24 км к северо-востоку от райцентра Клин, на правом берегу реки Сундуш (приток Сестра), высота центра над уровнем моря 127 м. Ближайшие населённые пункты — Андрианково на севере и Борки на юго-западе.

## Население
| 2002 | 2006 | 2010 |
| ---- | ---- | ---- |
| 4    | →4   | ↗6   |